# Sunny Bay (MTR)

Sunny Bay (traditioneel: 欣澳) is een metrostation van de Metro van Hongkong. Het is een halte aan de Tung Chung Line en Disneyland Resort Line. 